# 崖蜥屬
崖蜥屬又名繩龍，是滄龍超科崖蜥科的一屬，生存於白堊紀晚期的歐洲。目前有一個種：A. dalmaticus。崖蜥是最原始、生存年代最早的滄龍類之一。

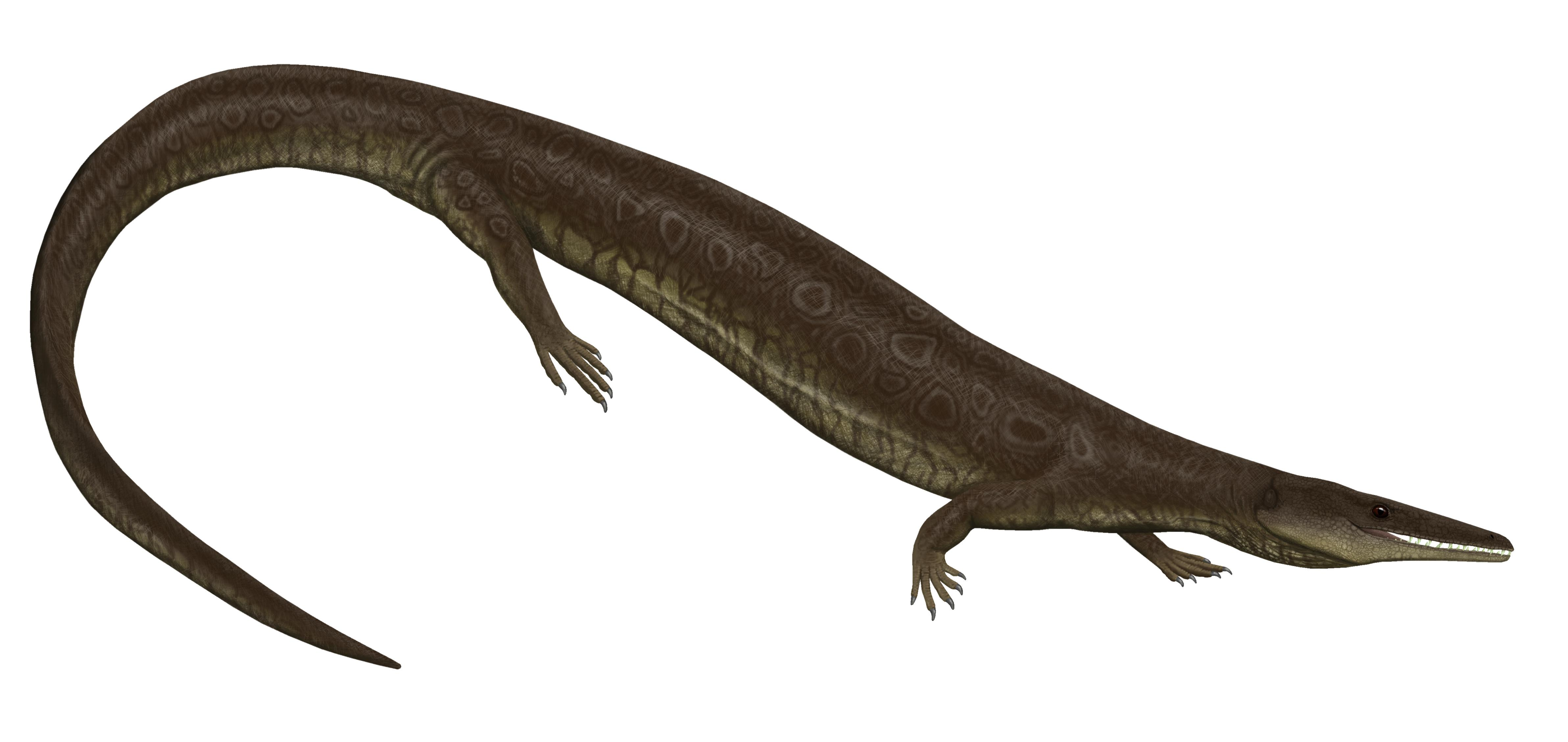
A. dalmaticus的想像圖